# Leeds City FC
Leeds City FC (celým názvem: Leeds City Football Club) byl anglický fotbalový klub, který sídlil ve městě Leeds v metropolitním hrabství West Yorkshire. Klubové barvy byly modrá a žlutá.
Klub byl založen v roce 1904, jenže po založení neměl kde hrát. To vyřešily problémy místního ragbyového týmu, který krachoval. Leeds City se tak přesunuli na jeho stadión pod názvem Elland Road. O rok později byl přijat do Football League. První utkání v rámci Division Two odehrál klub na hřišti Bradfordu, kterému podlehl 0:1. V premiérové sezóně Leeds City skončil na šestém místě, o rok později na desátém. Za klub hrál útočník Billy McLeod, který přišel z Lincoln City.
Po roce 1910 se dostal klub do tíživé finanční situace. Do klubu přišel nový manažer Herbert Chapman. Klub vytáhl po 6. místě těsně pod hranici postupu, poté ale skončil na 15. místě. Klubem otřásly informace o uplácení hráčů hostujících týmů během války. Celá situace vyústila aukcí, na které byl celý majetek klubu rozprodán včetně hráčského kádru. Výsledky týmu zdědilo Port Vale.

## Aukce hráčů
| Hráč                 | Nový majitel        | Nabídka |
| -------------------- | ------------------- | ------- |
| Billy McLeod         | Notts County        | 1 250 £ |
| Harry Millership     | Rotherham County    | 1 000 £ |
| John Hampson         | Aston Villa         | 1 000 £ |
| Willis Walker        | South Shields       | 800 £   |
| Tommy Lamph          | Manchester City     | 800 £   |
| John Edmondson       | Sheffield Wednesday | 800 £   |
| William Hopkins      | South Shields       | 600 £   |
| George Affleck       | Grimsby Town        | 500 £   |
| Ernest Goodwin       | Manchester City     | 500 £   |
| Billy Kirton         | Aston Villa         | 500 £   |
| William Ashurst      | Lincoln City        | 500 £   |
| Fred Linfoot         | Lincoln City        | 250 £   |
| Herbert Lounds       | Rotherham County    | 250 £   |
| Arthur Wainwright    | Grimsby Town        | 200 £   |
| William Short        | Hartlepools United  | 200 £   |
| Francis Chipperfield | Lincoln City        | 100 £   |

## Úspěchy v domácích pohárech
Zdroj: 
- FA Cup
  - 2. kolo: 1908/09, 1911/12, 1913/14, 1914/15

## Umístění v jednotlivých sezonách
Stručný přehled
Zdroj: 
- 1905–1920: Football League Second Division

Jednotlivé ročníky
Zdroj: 
Legenda: Z - zápasy, V - výhry, R - remízy, P - porážky, VG - vstřelené góly, OG - obdržené góly, +/- - rozdíl skóre, B - body, červené podbarvení - sestup, zelené podbarvení - postup, fialové podbarvení - reorganizace, změna skupiny či soutěže
| Anglie (1905 – 1919)                                      |                 |        |                                                              |                                                              |                                                              |                                                              |                                                              |                                                              |                                                              |                                                              |        |
| Sezóny                                                    | Liga            | Úroveň | Z                                                            | V                                                            | R                                                            | P                                                            | VG                                                           | OG                                                           | +/-                                                          | B                                                            | Pozice |
| 1905/06                                                   | Second Division | 2      | 38                                                           | 17                                                           | 9                                                            | 12                                                           | 59                                                           | 47                                                           | +12                                                          | 43                                                           | 6.     |
| 1906/07                                                   | Second Division | 2      | 38                                                           | 13                                                           | 10                                                           | 15                                                           | 55                                                           | 63                                                           | -8                                                           | 36                                                           | 10.    |
| 1907/08                                                   | Second Division | 2      | 38                                                           | 12                                                           | 8                                                            | 18                                                           | 53                                                           | 65                                                           | -12                                                          | 32                                                           | 12.    |
| 1908/09                                                   | Second Division | 2      | 38                                                           | 14                                                           | 7                                                            | 17                                                           | 43                                                           | 53                                                           | -10                                                          | 35                                                           | 12.    |
| 1909/10                                                   | Second Division | 2      | 38                                                           | 10                                                           | 7                                                            | 21                                                           | 46                                                           | 80                                                           | -34                                                          | 27                                                           | 17.    |
| 1910/11                                                   | Second Division | 2      | 38                                                           | 15                                                           | 7                                                            | 16                                                           | 58                                                           | 56                                                           | +2                                                           | 37                                                           | 11.    |
| 1911/12                                                   | Second Division | 2      | 38                                                           | 10                                                           | 8                                                            | 20                                                           | 50                                                           | 78                                                           | -28                                                          | 28                                                           | 19.    |
| 1912/13                                                   | Second Division | 2      | 38                                                           | 15                                                           | 10                                                           | 13                                                           | 70                                                           | 64                                                           | +6                                                           | 40                                                           | 6.     |
| 1913/14                                                   | Second Division | 2      | 38                                                           | 20                                                           | 7                                                            | 11                                                           | 76                                                           | 46                                                           | +30                                                          | 47                                                           | 4.     |
| 1914/15                                                   | Second Division | 2      | 38                                                           | 14                                                           | 4                                                            | 20                                                           | 65                                                           | 64                                                           | +1                                                           | 32                                                           | 15.    |
| V letech 1915 až 1918 se nehrála žádná pravidelná soutěž. |                 |        |                                                              |                                                              |                                                              |                                                              |                                                              |                                                              |                                                              |                                                              |        |
| 1919/20                                                   | Second Division | 2      | Klub byl vyloučen v průběhu sezóny, výsledky byly anulovány. | Klub byl vyloučen v průběhu sezóny, výsledky byly anulovány. | Klub byl vyloučen v průběhu sezóny, výsledky byly anulovány. | Klub byl vyloučen v průběhu sezóny, výsledky byly anulovány. | Klub byl vyloučen v průběhu sezóny, výsledky byly anulovány. | Klub byl vyloučen v průběhu sezóny, výsledky byly anulovány. | Klub byl vyloučen v průběhu sezóny, výsledky byly anulovány. | Klub byl vyloučen v průběhu sezóny, výsledky byly anulovány. | –.     |